# Karajgi
Karajgi är en ort i Indien.   Den ligger i delstaten Maharashtra, i den sydvästra delen av landet, 1 300 km söder om huvudstaden New Delhi. Karajgi ligger 505 meter över havet och antalet invånare är 7 009.
Terrängen runt Karajgi är platt. Runt Karajgi är det ganska tätbefolkat, med 160 invånare per kvadratkilometer. Det finns inga andra samhällen i närheten. Trakten runt Karajgi består till största delen av jordbruksmark.